# Peter Monteverdi
Peter Monteverdi (Binningen, 7 de junho de 1934 – Binningen, 4 de julho de 1998) foi um empresário e automobilista suíço.

## Carreira
Filho de um mecânico, Monteverdi herdou a oficina de seu pai e passou a trabalhar como desenhista e projetista de carros de corrida. Em 1952, começou a produzir os próprios veículos, que usavam seu sobrenome. Em 1961, projetou o primeiro carro de Fórmula 1 suíço, o MBM, equipado com motor Porsche, se inscrevendo para o GP da Alemanha, porém desistiu após se ferir numa prova anterior. Foi a única experiência de Monteverdi como piloto, se aposentando pouco depois para dedicar-se apenas como empresário.
Em 1990, comprou 50% das ações da equipe Onyx Grand Prix e a renomeou como Monteverdi Onyx Grand Prix (posteriormente, o nome Onyx seria retirado), enquanto seus compatriotas Bruno Frei e Karl Foitek (pai do piloto Gregor Foitek) dividiam os outros 50%. Porém, cinco dias antes do GP da Bélgica, Peter Monteverdi decidiu retirar a escuderia do campeonato por motivos financeiros e terminou afirmando que o time voltaria à Fórmula 1 em 1991, com outro nome (Monteverdi F-1 Swiss Prix) e um carro pintado de vermelho e branco foi testado pelo finlandês JJ Lehto, mas o projeto foi engavetado e o monoposto foi mandado para o Museu Monteverdi.
Faleceu em 4 de julho de 1998, aos 64 anos de idade.